# Walter Marg

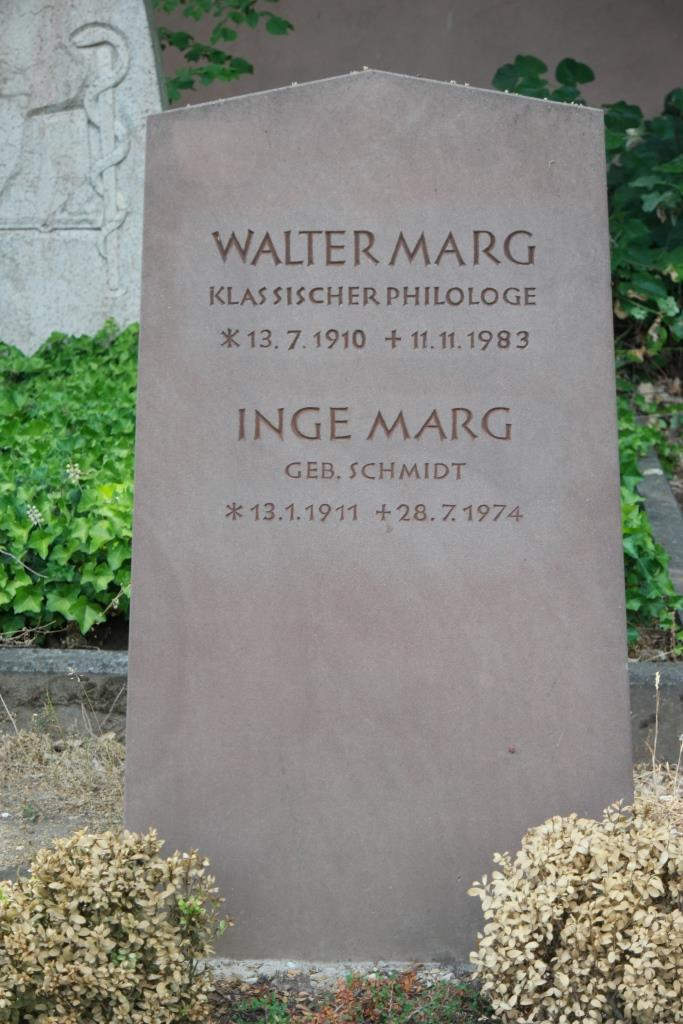
Grab von Walter Marg auf dem Hauptfriedhof Mainz

Walter Marg (* 13. Juli 1910 in Prostken, Ostpreußen; † 11. November 1983 in Mainz) war ein deutscher Klassischer Philologe und Professor für Klassische Philologie mit dem Schwerpunkt Gräzistik an der Universität Mainz.
Marg studierte in Königsberg, Freiburg und Kiel und wurde als Schüler von Richard Harder 1935 an der Universität Kiel mit einer Dissertation zum Charakter in der Sprache der frühgriechischen Dichtung promoviert und während eines Urlaubs vom Kriegsdienst 1942 mit einer kritischen Edition samt Übersetzung des pseudopythagoreischen Timaeus Locrus, De natura mundi et animae habilitiert. Nach dem Krieg hatte er dort zunächst eine Dozentenstelle inne, von 1953 bis 1975 ein Ordinariat für Klassische Philologie in Mainz. Von 1938 bis 1965 führte er in Nachfolge Harders die Redaktion des altertumswissenschaftlichen Rezensionsorgans Gnomon.
Marg beschäftigte sich im Wesentlichen mit der archaischen und klassischen Literatur der Griechen, insbesondere mit den Autoren Homer, Hesiod, Herodot und der frühgriechischen Dichtung (Semonides), um „Grundmuster menschlichen Denkens und Handelns“ (Nicolai) herauszuarbeiten. In seiner Dissertation wandte sich Marg gegen Bruno Snells These, dass sich bei Homer noch keine Vorstellung von der personalen Einheit des Menschen finde. Darüber hinaus betätigte sich Marg als Übersetzer dieser Autoren, im Anschluss und in Zusammenarbeit mit Richard Harder auch als Übersetzer Ovids.

## Schriften (Auswahl)
- Der Charakter in der Sprache der frühgriechischen Dichtung (Semonides, Homer, Pindar), Würzburg 1938. Unveränderter reprografischer Nachdruck, mit einem Nachwort zum Neudruck. Wissenschaftliche Buchgesellschaft, Darmstadt 1967 (Libelli, Bd. 117).
- Kampf und Tod in der Ilias. 1942.
- ‘Selbstsicherheit’ bei Herodot. 1953.
- Das erste Lied des Demodokos. In: Navicula Chiloniensis. Festschrift für Felix Jacoby. 1956.
- Homer über die Dichtung: Der Schild des Achilleus. 1957. 2., leicht geänderte Auflage mit Nachträgen. Aschendorff, Münster 1971 (Orbis antiquus, H. 11).
- Timaeus Locrus: De natura mundi et animae. Editio maior. Brill, Leiden 1972, ISBN 90-04-03505-2 (maßgebliche kritische Ausgabe mit deutscher Übersetzung und Zusammenstellung der Quellenzeugnisse mit Kommentar)

Herausgeberschaft
- Herodot. Eine Auswahl aus der neueren Forschung. 3., korrigierte u. mit einem neubearbeiteten Literaturverzeichnis versehene Auflage. Wissenschaftliche Buchgesellschaft, Darmstadt 1982, ISBN 3-534-01125-2 (Wege der Forschung, Bd. 26).

Übersetzungen
- (mit Richard Harder): Ovid: Liebesgedichte. Lateinisch und deutsch. 1956. 7. Aufl. Artemis und Winkler, München 1992, ISBN 3-7608-1567-7.
- Griechische Lyrik in deutschen Übertragungen. Eine Auswahl. Mit Anmerkungen und Nachwort. Reclam, Stuttgart 1964, ISBN 3-15-001921-4 (Reclams Universal-Bibliothek, 1921).
- Hesiod: Werke und Tage. 2. Aufl., DTV, München 1992, ISBN 3-423-02245-0 (dtv 2245).
- Herodot, Bd. 1. 1973. Bd. 2. bearbeitet und vollendet von Gisela Strasburger. 1983.